# Elodes burmensis
Elodes burmensis es una especie de coleóptero de la familia Scirtidae.

## Distribución geográfica
Habita en  Birmania.